# Annagh United Football Club
El Annagh United Football Club es un club de fútbol de Irlanda del Norte, con sede en Portadown, Condado de Armagh. Fue fundado en el año 1963, y compite en la NIFL Championship, segunda categoría del fútbol norirlandés.

## Historia
Fue fundado en el año 1963 en la ciudad de Portadown. En la temporada 2009-10 el equipo terminó cerca del fondo de la liga y el entrenador Wilkinson se separó de la compañía con el club. A finales de julio David Johnstone, ex gerente interino de Loughgall FC fue nombrado gerente. Johnstone jugó para Ards FC, Carrick Rangers FC, Larne FC y Loughgall FC. En la temporada 2006-07 dirigidos por Niall Currie llegaron a la final de la Copa Mid-Ulster contra el club local Newry City AFC y la semifinal de la Copa Intermedia irlandesa contra Coagh United FC. Annagh perdió ante esta última en la semifinal de la Copa Bob Radcliffe a principios de esa temporada.
Dean Smith fue confirmado como entrenador para la temporada 2013-14 con el asistente de Alan Murphy y entrenador de Darragh Peden. El club fue ascendido a la NIFL Championship en la temporada 2014-15 y logró sobrevivir para la temporada 2016-17.
El club sufrió mucho en su segunda temporada en la segunda categoría, donde tuvo derrotas muy duras ante Institute FC, Dergview FC, Knockbreda FC y Warrenpoint Town FC con el club en la parte baja de la clasificación. Sin embargo, lograron un golpe masivo en la Copa de la Liga cuando derrotaron a Glentoran FC 3-2 con Nacho Novo anotando su primer gol para el lado de East Belfast; en lo que fue el último partido de Alan Kernaghan como entrenador del Glentoran FC.
En la temporada 2018-19 el club fue dirigido por Ciaran McGurgan, asistido con Simon Haffey y los entrenadores Paul Matchett, John Convery y Alan Murphy. Empezó bien habiendo estado invicto de agosto de 2018 a enero de 2019. Terminaron como subcampeones de liga y compitieron con el PSNI en un play off de dos partidos perdiendo 3-5 en el marcador global.
En la temporada 2019-20 el club comenzó bien, con 14 partidos jugados el club fue el primer lugar de la liga con 33 puntos después de haber registrado 10 victorias y 3 empates, pero a partir de marzo de 2020 que a consecuencia de la pandemia del COVID-19 todo el fútbol fue suspendido. En la reunión de la Junta de la NIFL el lunes 22 de junio se determinó que tras la conclusión del proceso de consulta con todos los clubes miembros a través de los Comités de Administración, y la evaluación de todas las opciones de fin de temporada, la actual temporada de la liga se reduciría inmediatamente. También se determinó que la NIFL contrataría una consultoría independiente de datos sobre fútbol para recomendar y aplicar un modelo matemático con el fin de determinar la clasificación final en cada división. En junio de 2020 Annagh United se coronó con éxito con éxito los campeones NIFL Premier Intermedia League y ascendidos al Campeonato NIFL.
Sin partidos de liga para los equipos NIFL Championship o NIFL Premiership y sin aficionados permitidos en los juegos debido a la situación actual de COVID-19 se decidió jugar la Copa de Irlanda y el equipo en abril de 2021 jugó ante el Linfield FC en la Copa de Irlanda del Norte donde tuvieron una derrota digna por 0-2.
El 2021-22 se vio a Annagh United terminar la segunda temporada en el NIFL Champiohship detrás de los campeones Newry City AFC, además de llegar a la final de la Mid Ulster Cup, perdiendo ante Warrenpoint Town FC. Annagh entraría en el play-off de ascenso por un lugar en la NIFL Premiership contra sus vecinos del Portadown FC en lo que fue un logro notable para un club como Annagh, que nunca antes había estado en esta posición. Los 2 partidos atraerían grandes multitudes y dieron lugar a que Portadown FC ganara 3-2 en el BMG Arena y 1-0 en Shamrock Park en el partido de vuelta para mantener la categoría.
En la siguiente temporada el club tendría otra clasificación a los play offs, esta vez contra el Dungannon Swifts FC después de una valiente victoria de 2-1 en el BMG Arena, pero una derrota de 0-2 en la vuelta vería a Annaghs esperar un ascenso.

## Palmarés

### Torneos nacionales
- Tercera División (1): 2019-20